# Фауна лесных почв
Фауна лесных почв — совокупность видов животных, для которых лесная почва является средой обитания, часть лесной фауны.

## Классификация
Животных, обитающих в почве, в зависимости от размеров особей относят к следующим группам:
- макрофауна — в основном мелкие млекопитающие, в том числе землеройки, кроты.
- мезофауна — её представляют дождевые черви, многоножки, мокрицы, насекомые, их личинки.
- микрофауна — нематоды, энхитреиды, клещи, в основном панцирные клещи, ногохвостки (микроартроподы[1]) и другие.
- нанофауна — одноклеточные простейшие.

Разные представители в разной степени связаны с почвой:
- геобионты всегда находятся в почве;
- геофилы проходят в почве одну из стадий своей жизни: активную — питающуюся;
- геоксены используют почву только в качестве убежища.

## Образ жизни
В любых лесах среди беспозвоночных в почве преобладают сапрофаги, которые питаются лесным опадом, грибницей, гниющей древесиной. Для того, чтобы использовать в пищу растительные остатки, животные размельчают их, суммарная их поверхность увеличивается, что улучшает доступ микроорганизмов и действие атмосферных факторов.
Животные заселяют в основном верхние горизонты почвы до глубины 20—40 см. На глубоких чернозёмах байрачных лесов они проникают в несколько раз глубже.

## Значение
Весьма велико значение почвенной фауны в процессе почвообразования. Все свойства почвы, в том числе её плодородие, зернистость структуры зависят от деятельности её населения. Фауна почв ускоряет гумификацию и минерализацию растительных остатков, помогает перемешиванию слоев почвы, влияет на солевой состав и кислотность почвы, повышает её пористость, водопроницаемость и воздухопроницаемость.

## Фауна почв лесов умеренного пояса
В смешанных и широколиственных лесах мезофауна почв очень богата, количество особей может достигать 200—300 представителей на 1 м2, а суммарная биомасса может составлять до 100 г на 1 м2. На равнинах Европейской части России для неё характерны дождевые черви, а в горно-лесных бурозёмах преобладают кивсяки и другие двупарноногие многоножки, также мокрицы. Таёжная мезофауна почвы не столь богата, как правило, присутствует менее 100 особей на 1 м2, хотя личинки двукрылых время от времени встречаются в большом количестве. Самой многочисленной группой здесь являются панцирные клещи и другие мелкие членистоногие, местообитанием которых является всегда имеющаяся таёжная подстилка; в грубогумусных почвах их может быть до 1 млн экземпляров на 1 м2, тем не менее суммарная биомасса беспозвоночных, как правило, не превышает 20 г.

## Фауна почв тропических лесов
В экваториальных влажнотропических лесах влажность воздуха всегда высока, почва всегда достаточно сильно затенена, имеются подходящие условия для влаголюбивых представителей почвенной фауны, например наземных пиявок, планарий. Паукообразные и термиты тоже являются обитателями этих мест.
Основным местом распространения обитателей почвы является её поверхностный слой до глубины 5 см. Из-за быстрого разложения опада, избыточного увлажнения тяжёлых почв этих лесов численность их обитателей невысока.